# Faro del Cayo Bugle
El Faro del Cayo Bugle (en inglés: Bugle Caye Light) es un faro en una isla frente a la costa del país centroamericano de Belice. La estación fue establecida originalmente en 1885 y cuenta con un plano focal de 19 m (62 pies). Se encuentra en un pequeño cayo que se encuentra a aproximadamente 130 kilómetros (80 millas) al sur de la ciudad de Belice.